# توبي دوسن
توبي دوسن (بالإنجليزية: Toby Dawson)‏ هو متزحلق حر أمريكي، ولد في 30 نوفمبر 1978 في بوسان في كوريا الجنوبية.

## وصلات خارجية
- توبي دوسن على موقع IMDb (الإنجليزية)

- توبي دوسن على موقع الاتحاد الدولي للتزلج (التزلج الحر) (الإنجليزية)
- توبي دوسن على موقع أوليمبيديا (الإنجليزية)